# بوریاتیا

جمهوری بوریاتیا در نقشهٔ روسیه.

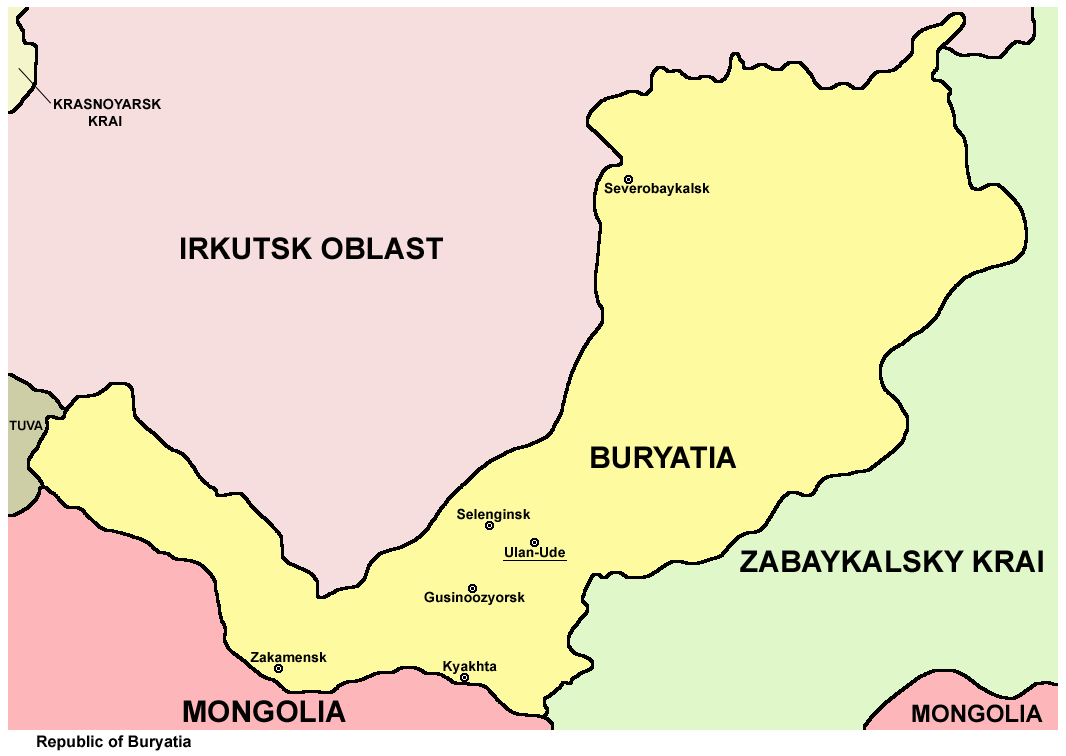

بوریاتیا (به انگلیسی: The Republic of Buryatia) (به روسی: Респу́блика Буря́тия, Respublika Buryatiya) یکی از جمهوری‌های روسیه است. این جمهوری در ناحیه سیبری مرکزی و ساحل شرقی دریاچه بایکال قرار دارد و پایتخت آن اولان‌اوده و جمعیت آن ۹۷۸،۵۸۸ نفر است (سرشماری سال ۲۰۲۱).